# Lunar Trailblazer
Pour les articles homonymes, voir Trailblazer.
Lunar Trailblazer est une mission spatiale à faible coût de l'agence spatiale américaine, la NASA, destinée à cartographier et étudier les caractéristiques physiques de l'eau présente à la surface de la Lune. Cet orbiteur, développé dans le cadre du programme spatial SIMPLEx, emporte deux instruments : un spectromètre imageur fonctionnant en proche infrarouge (0,6 à 3,6 microns) qui doit cartographier les éléments volatils avec une résolution spatiale de 70 mètres par pixel et un radiomètre qui doit mesurer la température de la surface avec une résolution de 30 mètres par pixel et déterminer certaines caractéristiques physiques de la surface. Le volet scientifique du projet Lunar Trailblazer est géré par l'université Caltech. La sonde spatiale est lancée le 27 février 2025 par une fusée Falcon 9 qui emporte également l'atterrisseur lunaire IM-2 comme charge utile principale. Lunar Trailblazer doit être placée sur une orbite polaire autour de la Lune après un transit de plusieurs mois. Cependant, à la suite de problèmes de communication, la sonde devient incapable de réaliser sa mission.

## Historique du projet

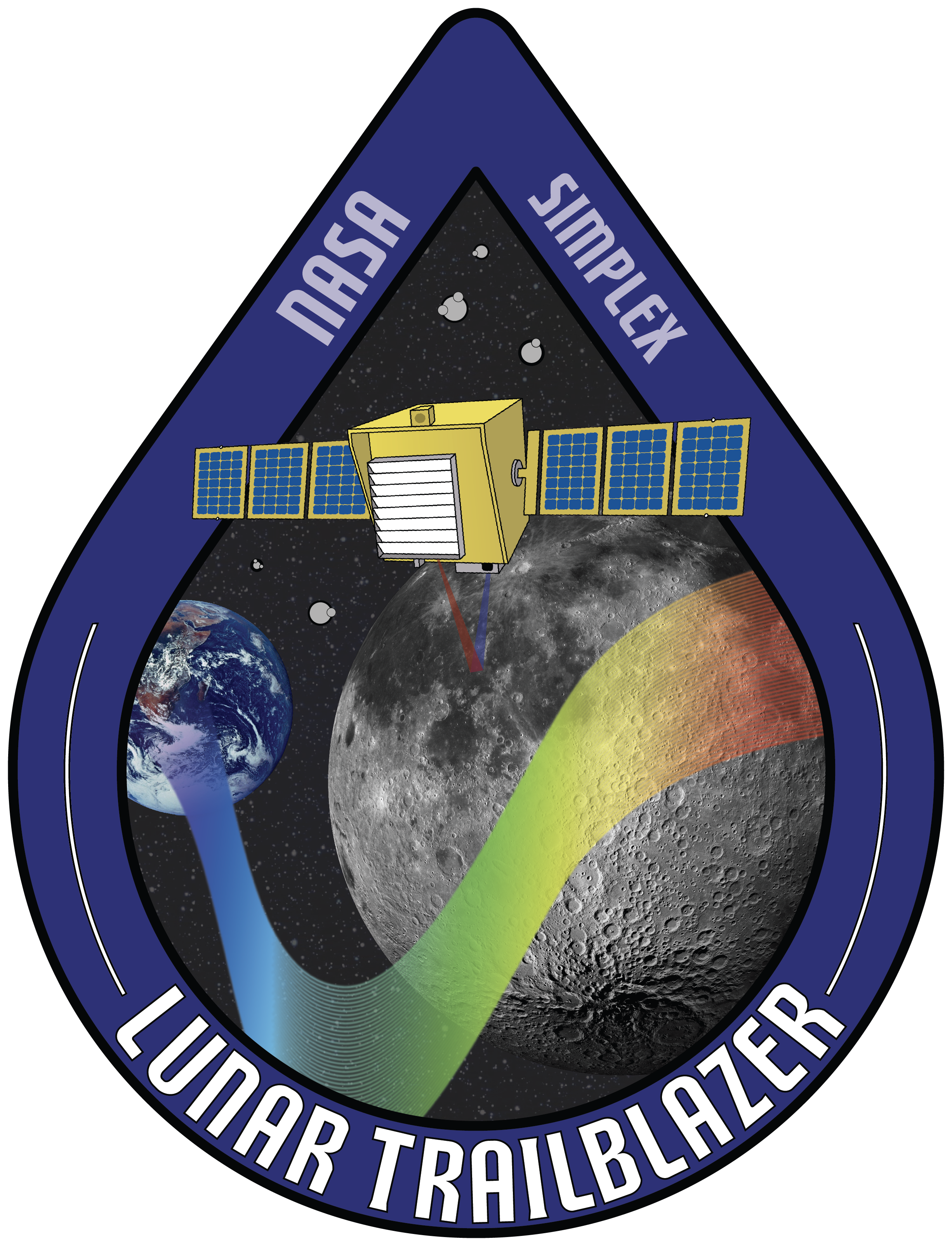
Logo de la mission.

En 2018 l'agence spatiale américaine, la NASA, lance son deuxième appel à propositions de son programme SIMPLEx. (Small Innovative Missions for Planetary Exploration). Ce programme regroupe des missions d'exploration robotiques du système solaire à très faible coût : 55 millions US$ (hors coût de lancement et des opérations). Les sondes spatiales SIMPLEx doivent avoir une masse inférieure à 180 kilogrammes et sont lancées en tant que charge utile secondaire. 12 missions sont proposées et trois d'entre elles sont sélectionnées en juin 2019 : Janus, EscaPADE et Lunar Trailblazer. Ce dernier est un orbiteur chargé de détecter, cartographier et caractériser les gisements d'eau à la surface de la Lune. Le projet est proposé par Bethany Ehlmann, du California Institute of Technology. La gestion du projet est prise en charge par le Jet Propulsion Laboratory. En juillet 2020, l'établissement de Denver (Colorado) de Lockheed Martin Space est sélectionné pour la construction de la sonde spatiale. En octobre 2020 le projet franchit l'étape de la revue de conception préliminaire (PDR).

## Objectifs scientifiques
La Lune a été longtemps été considérée comme un astre complètement dépourvu d'eau (moins de 100 parties par million). Une série de découvertes effectuées entre 2008 et 2010 entraine une révision complète de cette hypothèse. De l'eau et des éléments volatils sont détectés dans des verres volcaniques. L'impacteur LCROSS a détecté la présence d'eau dans les régions de la Lune perpétuellement à l'ombre. Ces découvertes doivent être interprétées pour comprendre l'histoire et l'évolution des éléments volatils sur la Lune et dans le système solaire interne.
Cette eau a trois origines principales : 
- elle était stockée dans le manteau de l'astre à sa formation et a été libérée par des processus géologiques (éruptions volcaniques, ...),
- elle a été apportée par des astéroïdes et des comètes venues s'écraser à la surface de la Lune.
- elle s'est formée in situ à la surface à la suite d'interactions entre le sol et le plasma du vent solaire.

La mission Trailblazer doit placer en orbite des senseurs infrarouges très sensibles qui doivent caractériser la répartition et le déroulement du processus aboutissant au piégeage de l'eau :
- Déterminer la forme prise par l'eau piégée (glace d'eau, hydroxyde, eau de cristallisation), son abondance et sa distribution sur la face éclairée de la Lune.
- Déterminer la variabilité temporelle des éléments volatils. Les mesures effectuées semblent indiquer qu'une partie de l'eau ou des composants hydratés présents à la surface de la Lune varient dans le temps, ce qui implique un processus actif aboutissant à la création et la destruction de liens chimiques. Celui-ci pourrait être induit par le Soleil ou des déplacements des éléments volatils en réaction aux gradients thermiques. La mission doit caractériser la variabilité temporelle actuelle et sa corrélation avec la minéralogie et la maturité des sols.
- Déterminer la forme et l'abondance de la glace d'eau, des hydroxydes et de l'eau de cristallisation.
- Déterminer comment les gradients d'albedo et de la température de surface influent sur les concentrations en eau sous toutes ses formes.

## Caractéristiques techniques
L'engin spatial d'une masse de 200 kg est construit par Lockheed Martin. Il est stabilisé 3 axes et l'énergie est fournie par deux panneaux solaires orientables situés de part et d'autre du corps du satellite. Pour atteindre la Lune, s'insérer en orbite lunaire et effectuer ses manœuvres de correction orbitale durant sa mission scientifique, la sonde spatiale disposera d'une propulsion utilisant de l'hydrazine lui donnant une capacité de Delta-v de 1000 m/s. Le corps du satellite est de forme parallélépipédique de 122x76x92 centimètres de côté,,.

## Instruments scientifiques

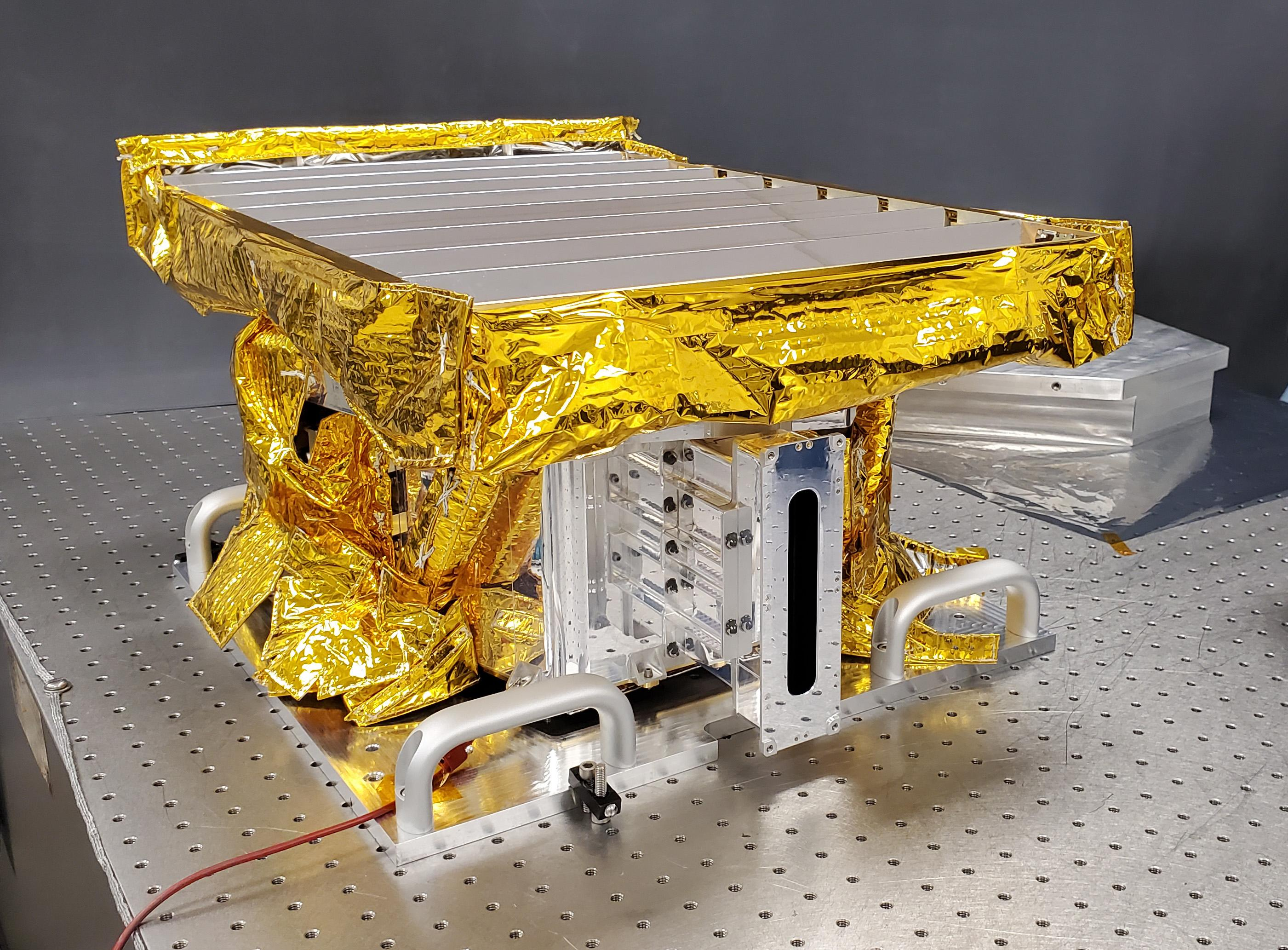
L'instrument HMV3.

L'orbiteur emporte deux instruments : 
- HVM3 (High-resolution Volatiles and Minerals Moon Mapper) est un spectrographe imageur observant les émissions en infrarouge court (0,6 à 3,6 microns) avec une résolution spatiale de 70 mètres par pixel et une résolution spectrale de 10 nanomètres. La fauchée est de 20 kilomètres. Le détecteur est de type pushbroom (en). L'instrument est optimisé pour cartographier la glace d'eau, les hydroxydes et l'eau de cristallisation.
- LTM (Lunar Thermal Mapper) est un radiomètre imageur multi-canaux mesurant la température (entre 110 et 400 kelvin) et simultanément détermine les propriétés physiques et la composition des zones contenant des produits hydratés. Sa résolution spatiale est de 25 mètres par pixel et il effectue ses mesures dans 4 bandes larges entre 6 et 100 microns et dans 11 bandes étroites entre 7 et 10 microns. Le détecteur est de type pushbromom et sa fauchée est de 11 kilomètres.

Schémas des instruments de Lunar Trailblazer
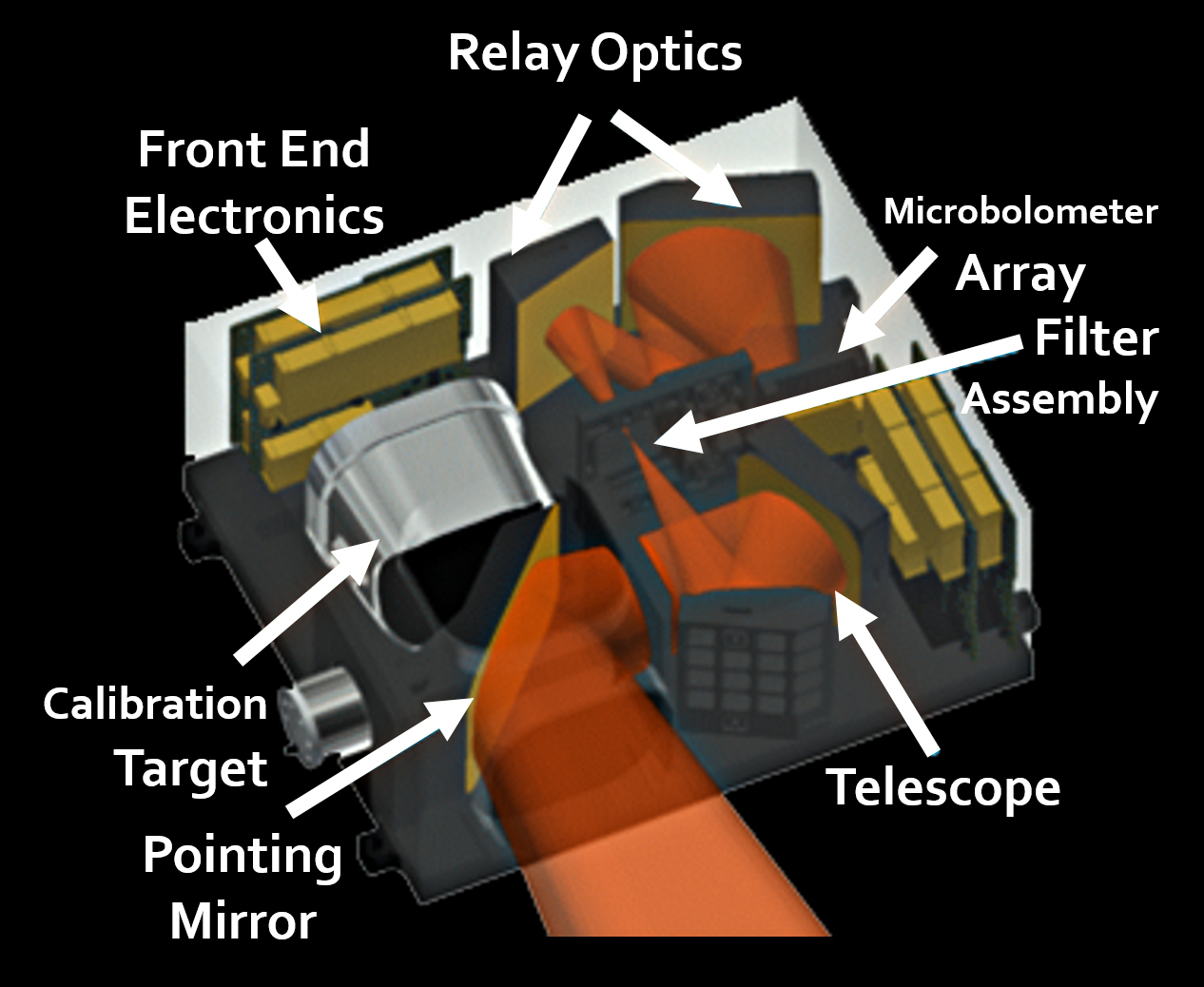
Radiomètre multi-canaux LTM.
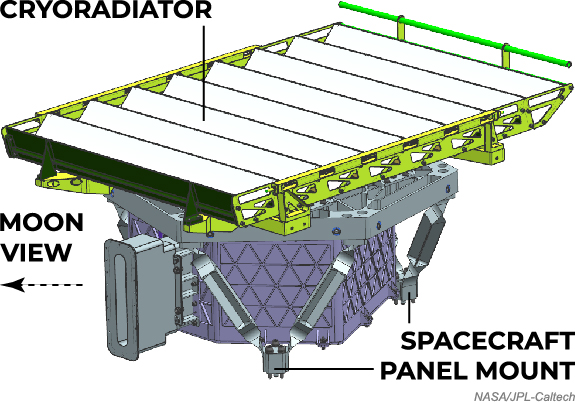
Spectromètre imageur proche infrarouge HVM3

## Déroulement de la mission
Lunar Trailblazer est un engin spatial de relativement faible masse et il est lancé à ce titre comme une charge utile secondaire par une fusée Falcon 9. La charge utile principale de celle-ci est constituée par l'atterrisseur lunaire IM-2 ainsi que la petite sonde spatiale Odin (100 kg) développée par la société AstroForge qui doit survoler 11 mois plus tard l'astéroïde géocroiseur 2022 OB5 pour évaluer ses ressources minières et le tracteur spatial Chimera GEO 1 de 300 kilogrammes qui emporte un CubeSat 16U. Le lanceur spatial décolle le 27 février 2025 du complexe de lancement 39A du centre spatial Kennedy (Floride). Le premier étage de la fusée, dont c'est neuvième vol, est récupéré sur une barge positionnée au large de la base de lancement.
Deux heures après le lancement, Lunar Trailblazer se sépare de IM-2. Dix heures plus tard, la NASA perd le contact avec l'engin spatial après que les télémesures transmises ont indiqué une alimentation électrique intermittente. Le contact est rétabli quelques heures plus tard et les opérateurs de la NASA tentent de déterminer l'origine des dysfonctionnements en cours. L'engin spatial doit par la suite réaliser une série de manœuvres destinées à l'amener à proximité de la Lune en utilisant une trajectoire de transfert nécessitant peu d'énergie et qui durera de 4 à 7 mois. À son arrivée à proximité de la Lune vers août 2025, il se placera sur orbite polaire. Cependant, l'incapacité à établir une communication stable rend la sonde incapable de réaliser sa mission. La NASA poursuit toujours ses efforts pour entrer en contact avec la sonde et envisage si possible de définir une mission alternative.